# オーティス・マッセイ
オーティス・マッセイ (Otis Massey、1891年5月26日 - 1968年9月)はアメリカの政治家。ヒューストン市長(1943年1月 - 1946年)を務めた。メイミー(Mayme)・カイザーと結婚し、ドロシー、マリオンの二人の娘がいた。 
政府のCity commission governmentではなく、city manager下で働く最初のヒューストン市長であった。市長として、1943年12月、M.D.アンダーソン財団に133エーカーの土地の販売を提案した。この土地は、ヒューストン医療圏へと発展することになる。1946年5月22日、ヒューストンで米国海事記念日を宣言した。
| 先代 コーネリアス・A・ピケット | ヒューストン市長 1943 - 1946 | 次代 オスカー・F・ホルコム |